# Naraplje
Naraplje so razloženo naselje v Občini Majšperk na severovzhodu Slovenije in spada pod Štajersko pokrajino in Podravsko regijo. Naselje se nahaja na zahodu Haloz, v dolini potoka Jesenica, ki se izteka v Dravinjo. Na pobočjih se nahajajo vinogradi, višje pa gozdovi.